# دهستان کلیایی
کلیایی، دهستانی است از توابع بخش پیرسلمان شهرستان اسدآباد در استان همدان ایران.

## جمعیت
براساس سرشماری سال ۱۳۹۰ جمعیت آن ۶٬۹۴۰ نفر (۱۷۸۲ خانوار) بوده‌است.